# Білокуракинська селищна рада
Білокура́кинська се́лищна ра́да — адміністративно-територіальна одиниця та орган місцевого самоврядування в Білокуракинському районі Луганської області. Адміністративний центр — селище міського типу Білокуракине.

## Загальні відомості
- Територія ради: 138 км²
- Населення ради: 6639 осіб (станом на 2015 рік)[1]

## Населені пункти
Селищній раді підпорядковані населені пункти:
- смт Білокуракине

## Територія
Селищна рада межує (з півночі за годинниковою стрілкою) з Павлівською, Лизинською, Олексіївською, Бунчуківською, Дем'янівською, Курячівською сільськими радами Білокуракинського району. Територія сільської ради становить 138 км², периметр — 57,223 км.
Територією селищної ради тече річка Біла, на якій споруджено Білокуракинське водосховище, гідромеліоративну мережу, шлюзи. Соснові насадження на схилах балок.

## Склад ради
Рада складається з 32 депутатів та голови.
- Голова ради: Сірик Сергій Іванович
- Секретар ради: Жукова Наталія Іванівна

### Керівний склад попередніх скликань
| Прізвище, ім'я, по батькові | Основні відомості                                                        | Дата обрання | Дата звільнення |
| --------------------------- | ------------------------------------------------------------------------ | ------------ | --------------- |
| Сірик Сергій Іванович       | Селищний голова, 1956 року народження, освіта вища, безпартійний         | 26.03.2006   | 31.10.2010      |
| Сірик Сергій Іванович       | Селищний голова, 1956 року народження, освіта вища, член Партії регіонів | 31.10.2010   |                 |

Примітка: таблиця складена за даними сайту Верховної Ради України

### Депутати
За результатами місцевих виборів 2010 року депутатами ради стали:

#### За суб'єктами висування
| Суб'єкт висування           | Кількість обраних депутатів | %    |
| --------------------------- | --------------------------- | ---- |
| Партія регіонів             | 22                          | 68,8 |
| Комуністична партія України | 6                           | 18,8 |
| Самовисування               | 4                           | 12,5 |

#### За округами
| № округу                    | Прізвище, ім'я, по батькові      | Дата визнання обраним | Освіта  | Партійна приналежність             | Відомості про обраного депутата                                         |
| --------------------------- | -------------------------------- | --------------------- | ------- | ---------------------------------- | ----------------------------------------------------------------------- |
| Комуністична партія України |                                  |                       |         |                                    |                                                                         |
| 1                           | Заєць Віктор Анатолійович        | 01.11.2010            | середня | член Комуністичної партії України  | підприємець                                                             |
| 2                           | Сокирко Оксана Вікторівна        | 01.11.2010            | середня | член Комуністичної партії України  | Управління праці та соціального захисту населення, головний спеціаліст  |
| 4                           | Широкий Олександр В'ячеславович  | 01.11.2010            | вища    | позапартійний                      | Управління праці та соціального захисту населення, головний спеціаліст  |
| 17                          | Бойко Наталія Асфандіярівна      | 01.11.2010            | вища    | позапартійна                       | Управління праці та соціального захисту населення, заступник начальника |
| 21                          | Ладна Тетяна Михайлівна          | 01.11.2010            | вища    | позапартійна                       | Управління праці та соціального захисту населення, начальник відділу    |
| 32                          | Ковтун Світлана Дмитрівна        | 01.11.2010            | середня | член Комуністичної партії України  | ТОВАТП, головний бухгалтер                                              |
| Партія регіонів             |                                  |                       |         |                                    |                                                                         |
| 3                           | Пилипенко Василь Пантелійович    | 01.11.2010            | вища    | член Партії регіонів               | пенсіонер                                                               |
| 5                           | Філоненко Віра Миколаївна        | 01.11.2010            | середня | позапартійна                       | Об'єднання співвласників багатоквартирного будинку «Мир», голова        |
| 6                           | Коваленко Ніна Іванівна          | 01.11.2010            | вища    | член Партії регіонів               | Райдержадміністрація, головний спеціаліст                               |
| 7                           | Земляна Світлана Дмитрівна       | 01.11.2010            | середня | член Партії регіонів               | Управління водного господарствава, диспетчер                            |
| 8                           | Міляєв Юрій Олександрович        | 01.11.2010            | середня | член Партії регіонів               | Білокуракинська селищна рада, завідувач господарства                    |
| 10                          | Атаманська Наталія Анатоліївна   | 01.11.2010            | вища    | член Партії регіонів               | ТОВ «Деметра», директор                                                 |
| 11                          | Кошеленко Надія Василівна        | 01.11.2010            | середня | позапартійна                       | Районний суд, технічний працівник                                       |
| 12                          | Гвоздик Тетяна Пантеліївна       | 01.11.2010            | вища    | позапартійна                       | Білокуракинська середня школа № 1, завуч                                |
| 13                          | Ромах Зінаїда Степанівна         | 01.11.2010            | середня | член Партії регіонів               | Об'єднання співвласників багатоквартирного будинку «Побєда», голова     |
| 14                          | Сухоплещенко Надія Вікторівна    | 01.11.2010            | середня | член Партії регіонів               | Об'єднання співвласників багатоквартирного будинку «Восход», голова     |
| 15                          | Рогозян Павло Анатолійович       | 01.11.2010            | вища    | позапартійний                      | Білокуракинська Філія «Райавтодор», головний інженер                    |
| 16                          | Хоружий Володимир Леонідович     | 01.11.2010            | середня | член Партії регіонів               | Відділ культури, інспектор з протипожежної профілактики                 |
| 18                          | Лукашов Олександр Миколайович    | 01.11.2010            | середня | член Партії регіонів               | тимчасово не працює                                                     |
| 19                          | Жукова Наталія Іванівна          | 01.11.2010            | вища    | позапартійна                       | Білокуракинська селищна рада, секретар                                  |
| 20                          | Хлапоніна Лідія Онисимівна       | 01.11.2010            | середня | позапартійна                       | Об'єднання співвласників багатоквартирного будинку «Комфорт», голова    |
| 22                          | Молчанова Галина Павловна        | 01.11.2010            | вища    | позапартійна                       | Пенсійний фонд, заступник начальника                                    |
| 23                          | Хоменко Юрій Миколайович         | 01.11.2010            | вища    | член Партії регіонів               | Білокуракинський елеватор, директор                                     |
| 26                          | Павленко Олена Григорівна        | 01.11.2010            | середня | член Партії регіонів               | підприємець                                                             |
| 27                          | Серебрянська Світлана Михайлівна | 01.11.2010            | вища    | позапартійна                       | Пенсійний фонд, головний спеціаліст                                     |
| 28                          | Зубков Микола Петрович           | 01.11.2010            | вища    | член Партії регіонів               | приватний підприємець                                                   |
| 30                          | Абрамян Саяд Вагаканович         | 01.11.2010            | вища    | позапартійний                      | Елеватор АФ «Зоря», керівник                                            |
| 31                          | Кіященко Володимир Миколайович   | 01.11.2010            | середня | позапартійний                      | підприємець                                                             |
| Самовисування               |                                  |                       |         |                                    |                                                                         |
| 9                           | Коробка Галина Іванівна          | 17.01.2011            | середня | позапартійна                       | Селищна рада, спеціаліст                                                |
| 24                          | Зеленков Олександр Михайлович    | 01.11.2010            | вища    | член Соціалістичної партії України | пенсіонер                                                               |
| 25                          | Токаренко Микола Семенович       | 01.11.2010            | середня | член Соціалістичної партії України | тимчасово не працює                                                     |
| 29                          | Бондаренко Олег Павлович         | 01.11.2010            | середня | позапартійний                      | Білокуракинська філія «Рай-втодор», охоронець                           |

## Економіка
На землях селищної ради господарюють СТОВ Світанок, голова Малик Володимир Олександрович; ПСП Дніпро, голова Косяченко Олександр Андрійович, фермерські господарства.